# Hannuste
Hannuste – wieś w Estonii, w prowincji Võru, w gminie Võru.